# Lia (ca sĩ Hàn Quốc)
Đây là một tên người Triều Tiên, họ là Choi.
Choi Ji-su (Hangul: 최지수; Hanja: 崔智壽; Hán-Việt: Thôi Trí Thọ, sinh ngày 21 tháng 7 năm 2000), còn được biết đến với nghệ danh Lia (Hangul: 리아; Hanja: 智壽), là một nữ ca sĩ và rapper người Hàn Quốc, thành viên của nhóm nhạc nữ ITZY. Cô đảm nhiệm vị trí vocal chính, rap phụ trong nhóm.

## Sự nghiệp

### 2019: ITZY
Lia từng theo học tại trường Nghệ thuật Biểu diễn Seoul (SOPA) khoa Âm nhạc thực hành.
Vào ngày 20 tháng 1 năm 2019, Lia được hé lộ rằng sẽ nằm trong đội hình nhóm nhạc nữ mới nhất của JYP Entertainment mang tên "ITZY".

## Giọng hát
- Loại giọng: Light lyric soprano (Nữ cao trữ tình mảnh nhẹ)
- Quãng giọng: Eb3 - F#5 - B5 (2 quãng tám, 4 nốt)
- Quãng hát hỗ trợ: A3-A4